# Vilaür
Vilaür è un comune spagnolo di 115 abitanti situato nella comunità autonoma della Catalogna.